# München Basket
Il München Basket è una società cestistica, facente parte della polisportiva Monaco 1860, avente sede a Monaco di Baviera, in Germania. Fondata nel 1975 dalla fusione di TSV 1860 München e USC München, gioca nel campionato tedesco.
Disputa le partite interne nella Sporthalle der Ludwig-Maximilians-Universität München, che ha una capacità di 7.200 spettatori.